# 瑞士亚洲航空
瑞士亚洲航空是瑞士航空因台湾问题而专门设立的执飞台湾航线的子公司。

## 历史
由于瑞士的载旗航空公司瑞士航空开通了飞往中华人民共和国的航线，故另行设立了瑞亚航来执飞台北航线。它于1995年4月7日开始营运苏黎世-曼谷-台北航线，每周两班。瑞亚航在其母公司瑞士航空于2001年破产后走入历史。

## 涂装
瑞亚航的飞机以居住在巴塞尔的日本书法家坂本早苗题写的“瑞”取代了原先垂直尾翼上的十字符号。

## 目的地

### 亚洲
- 泰國
  - 曼谷 – 廊曼国际机场
- 中華民國
  - 台北 – 中正国际机场 枢纽

### 欧洲
- 瑞士
  - 苏黎世 – 苏黎世机场 枢纽

## 机队

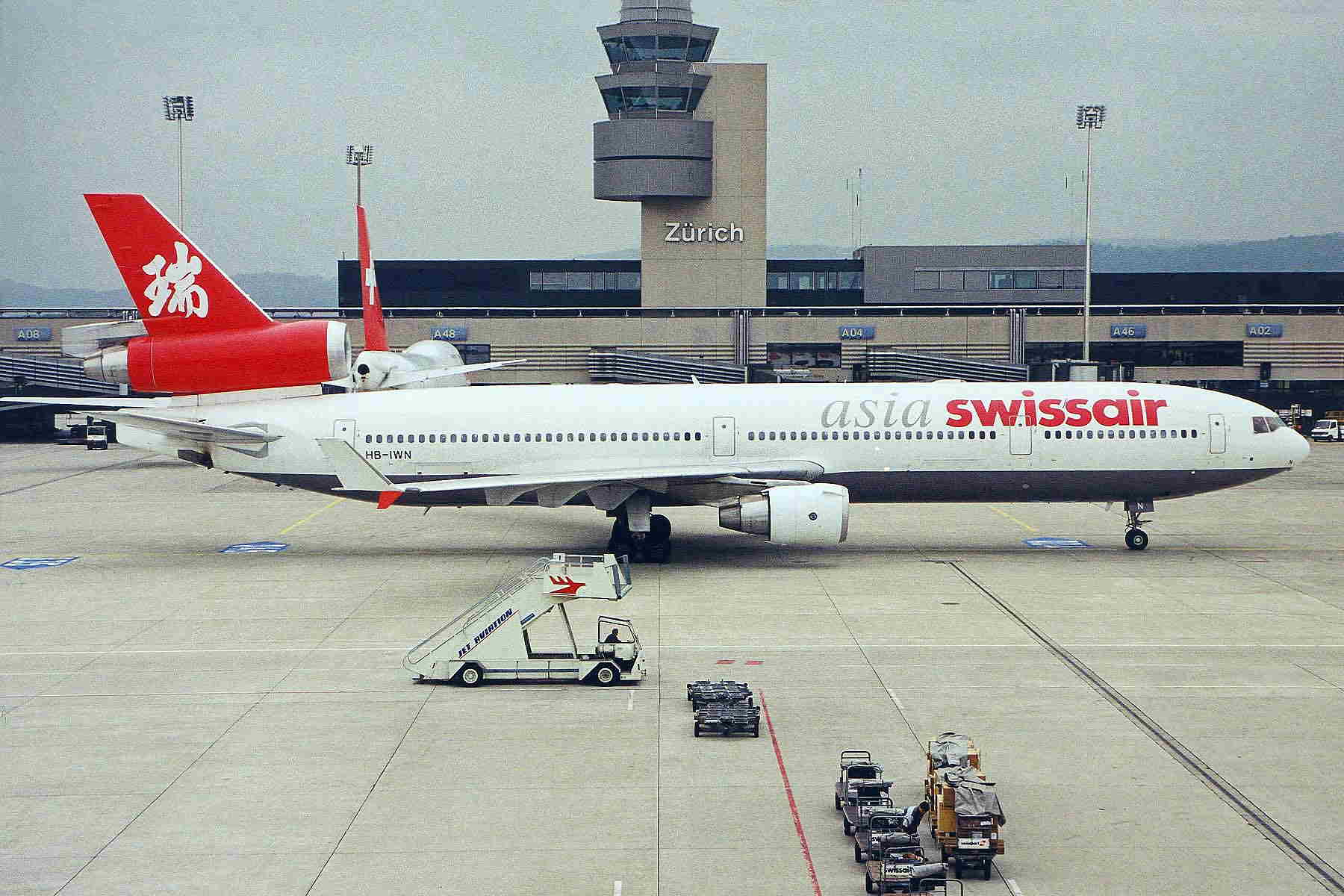
在苏黎世机场滑行的瑞亚航MD-11，摄于1999年8月

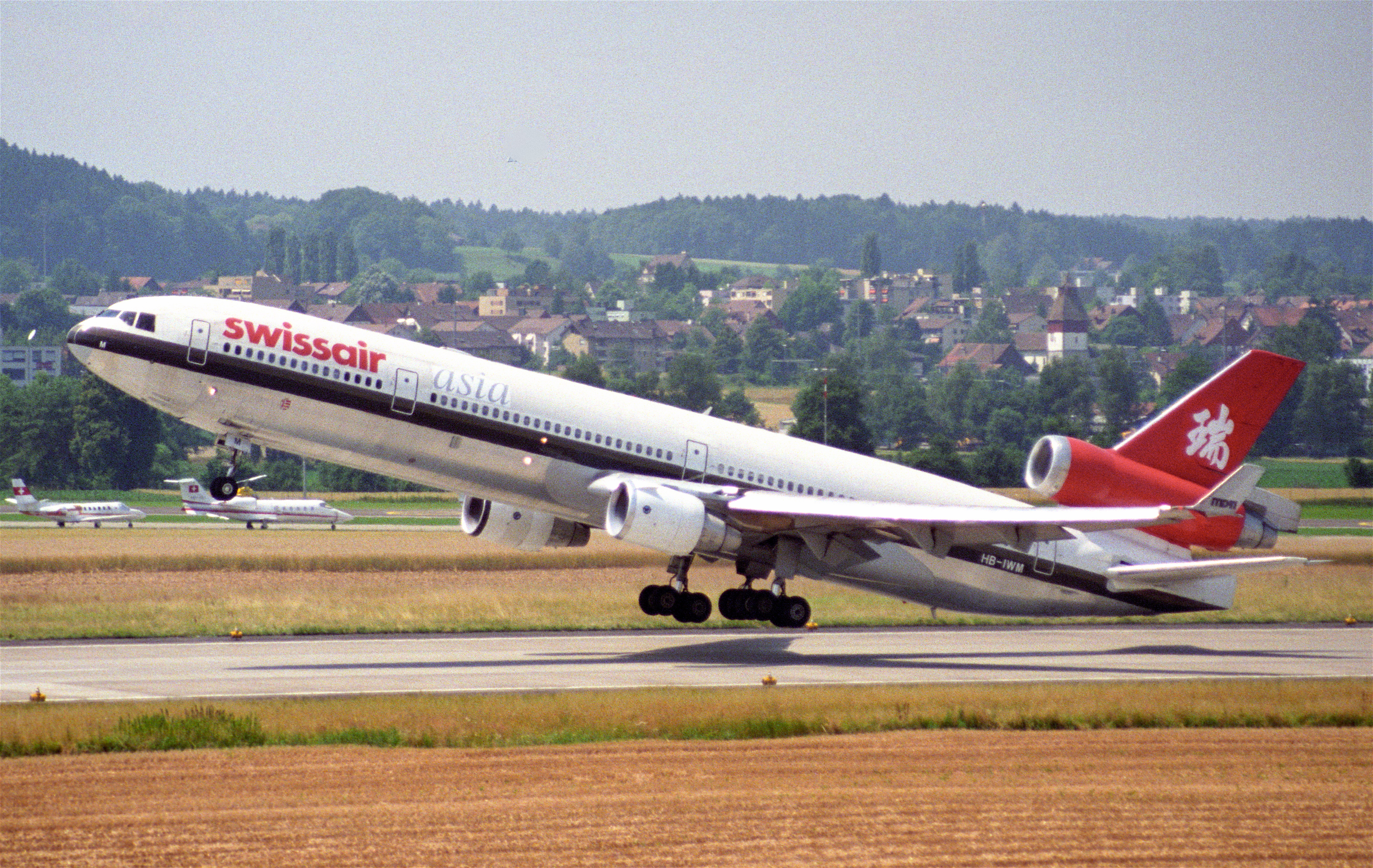
瑞亚航初代涂装（1996年）

瑞亚航曾运营以下飞机：
| 机型      | 服役中 | 已订购 | 载客量 | 载客量 | 载客量 | 载客量 | 备注                                  |
| 机型      | 服役中 | 已订购 | F      | C      | Y      | 總共   | 备注                                  |
| --------- | ------ | ------ | ------ | ------ | ------ | ------ | ------------------------------------- |
| 麦道MD-11 | 2      | —      | 12     | 49     | 180    | 241    | 由瑞士航空运营。 其中一架闲置在飞机坟场。 |
| 合计      | 2      | —      |        |        |        |        |                                       |